# Morecambe F.C.
Morecambe Football Club er en engelsk fodboldklub fra byen Morecambe i regionen North West England. Klubben spiller i landets femtebedste række, National League, og har hjemmebane på stadionet Mazuma Mobile Stadium. Klubben blev grundlagt i 1920.

## Danske spillere
- Ingen